# Yyrkoon
Yyrkoon est un groupe de death metal technique et brutal death metal français, originaire d'Amiens, en Picardie. Le groupe, formé en 1995, comprend initialement quatre membres que sont Stéphane Souteyrand (guitare et clavier), Laurent Harrouart (batterie), Paul Banas (chant et guitare), et Sébastien Caron (basse). Un an plus tard, en 1996, Yyrkoon décide d'enregistrer sa première démo sur cassette en autoproduction, intitulée Oath, Obscure, Occult..., qui contient cinq titres. La démo est envoyée à différents labels français, et l'un d'entre eux, Velvet Music International, est intéressé de travailler avec Yyrkoon. 
Le groupe enregistre son premier album, Oniric Transition, en 1998 au Walnut Grove Studio à Amiens. Leur deuxième album, Dying Sun, est sorti en avril 2002. En 2003, Yyrkoon se remet à travailler sur de nouveaux titres, et commence à évoquer l'enregistrement de leur troisième album. L'album sort officiellement le 11 octobre 2004. Le groupe retourne le 15 novembre 2005 au Danemark aux studios Jacob Hansen pour l'enregistrement de l'album Unhealthy Opera, sorti en 2006. Au début de 2007, l'activité du groupe est provisoirement suspendue pour cause de manque de motivation.

## Biographie

### Débuts (1995–1997)
Le groupe est formé en 1995 à Amiens, en Picardie, par les quatre membres fondateurs : Stéphane Souteyrand (guitare et clavier), Laurent Harrouart (batterie), Paul Banas (chant et guitare) et Sébastien Caron (basse). Dès le début, ils adoptent un style musical personnel, mixture d'influences black et heavy metal. Les principaux thèmes abordés par le groupe sont l'occultisme, l'horreur et le fantastique ainsi que la philosophie propre aux membres du groupe. Un an plus tard, en 1996, Yyrkoon décide d'enregistrer sa première démo sur cassette en autoproduction, intitulée Oath, Obscure, Occult..., qui contient cinq titres. Ils enrichissent la texture de leur son avec du chant féminin, du violon et de la flûte. Cette cassette leur permet d'être découvert par le milieu underground, de décrocher des dates de concert avec d'autres groupes et d'échanger des démos au sein de la communauté metal française.
La démo est envoyée à différents labels français et l'un d'entre eux est intéressé de travailler avec Yyrkoon, Velvet Music International (Blut Aus Nord, Wallachia, Mundanus Imperium) propose au groupe un contrat pour sortir leur premier album. Le groupe accepta les termes du contrat et se mit à composer son premier album. À cette époque, la motivation semble ne pas être la même pour chacun des membres du groupe et un léger conflit conduisit à un changement de formation. Cela arriva pendant l'enregistrement de l'album, Paul Banas (chant) et Sébastien Caron (basse) décidèrent de quitter le groupe et sont remplacés par de nouveaux membres : Jérôme Baroin (guitare de session) et Kristofer Lorent (basse). Stéphane Souteyrand décide de se mettre au chant, et émet l'idée qu'il serait bon de trouver un claviériste en concert. Stéphane demande à Jeff Gautier, un vieil ami, de les rejoindre pour assurer les parties de clavier au sein d'Yyrkoon pour les concerts ainsi qu'en studio. 

### Oniric Transition(1998–1999)
Après ces changements, le groupe est fin prêt à enregistrer son premier album Oniric Transition en 1998 au Walnut Grove Studio à Amiens. Sur cet album, le style restait le même que celui de la démo mais il gagnait en maturité et en technique. Stéphane ajouta des lignes de chant clair sur les refrains ce qui personnalisa d'autant plus la musique. Les magazines chroniquèrent en général cet album comme étant du dark metal à cause des diverses influences et de la grande variété ; des solos heavy, des parties atmosphériques, des riffs death metal et des rythmiques black metal. 
De nombreux extraits de cet album sont inclus sur différentes compilations CD comme notamment Encyclopedia Pestilencia, et Asgaarden. Une année passe, pendant laquelle le groupe se met à la recherche d'un autre label, et pendant laquelle Jérôme Baroin (guitariste de session sur le premier album) quitte le groupe pour se consacrer à son propre projet.

### Dying Sun(2000–2002)
En 2000, Yyrkoon enregistre un nouveau CD deux titres intitulé Forgotten Past dans la même veine qu'Oniric Transition afin de rentrer en contact avec les labels. Il est enregistré dans le même studio, à Amiens, par Axel Wursthorn (membre de Carnival in Coal). Les thèmes abordés restent les mêmes, et Stéphane (chant & guitare) a alors composé l'ensemble de la musique et des textes.
Le groupe reste alors sept à huit mois sans second guitariste pour assurer les concerts. Après une recherche difficile, ils rencontrent François Falempin (guitariste) et le prennent à l'essai au sein du groupe. Mais les problèmes de formation n'étaient pas près de s'arrêter. Yyrkoon préfère congédier Kristofer Lorent (basse) après une petite altercation ayant pour motif la motivation et principalement l'orientation musicale du groupe. Une nouvelle recherche s'effectue et le groupe rencontre Victo Villchez, qui les rejoint immédiatement. Yyrkoon joue alors avec divers groupes tels que Septic Flesh, Natron, Avulsed, Misanthrope, Aborted, Gojira, Scarve, et Mercyless.
Après un concert avec la nouvelle formation à Paris en 2001, Yyrkoon rencontre Stéphane Brulez (le gérant du label Anvil Prod) afin de discuter de la possibilité de signer un contrat pour deux albums. Celui-ci montra de l'intérêt pour le groupe et Yyrkoon signe donc sur Anvil Prod, alors tout jeune label, pour qui le groupe est la toute première production. Anvil Prod permet à Yyrkoon d'enregistrer leur deuxième album aux Studios Emma à Paris à la fin de 2001. Musicalement, les compositions sont un peu différentes de ce que l'on pouvait trouver sur les autres enregistrements. En fait, l'approche est plus axée sur les influences old school thrashy/heavy du groupe. Les claviers se font moins présents et deviennent bien plus discrets dans les chansons. Cela aboutit à Dying Sun, un deuxième album sorti en avril 2002. Les chroniques sont vraiment bonnes à sa sortie, malgré la surprise générée par le changement de style. Anvil Prod trouva des partenaires à l'étranger pour distribuer l'album (au Japon, en Russie...), ce qui permit au groupe d'atteindre un niveau de notoriété supérieur.

### Virage et séparation (2003–2007)
En 2003, Yyrkoon se remet à travailler sur de nouveaux titres, et commence à évoquer l'enregistrement de leur troisième album. L'évolution du groupe conduit une fois encore au besoin de faire des choix ; d'un côté, le jeu de guitare de François ne satisfaisait plus totalement les autres membres du groupe, et par ailleurs, Stéphane (chant et guitare) voulait revenir à un metal plus brut, sans clavier. Il s'ensuit le départ de François (guitare), Jeff abandonnant le clavier pour s'occuper de la seconde guitare. Les nouvelles compositions sont alors plus brutales et froides qu'auparavant. Cela aboutit à un mélange de death et de thrash metal.
Yyrkoon choisit alors d'aller enregistrer au Danemark aux studios Jacob Hansen (Invocator, Ancient, Aborted, Illdisposed...). Mais il se trouve qu'à cette époque, Laurent Harrouart (batterie) connaît des problèmes personnels et se démotive à un point tel qu'il n'est pas en mesure d'assurer les séances d'enregistrement. Le studio étant réservé, le groupe se doit de trouver une solution. Dirk Verbeuren (entre autres batteur de Scarve et Soilwork) est alors contacté par Stéphane dans le but d'assurer la session studio avec Yyrkoon, et il accepte. Le groupe part donc pour le Danemark en novembre 2003 et reste là-bas trois semaines à enregistrer leur troisième album intitulé Occult Medicine. À leur retour en France, le groupe envoie des copies de Occult Medicine à plusieurs labels et brise le contrat avec Anvil Prod. Après deux semaines, Yyrkoon reçoit des retours positifs de labels français, et finalement le groupe se décide à travailler avec Osmose Productions, et signe au début de 2004 un contrat pour deux albums (incluant Occult Medicine). L'album sort officiellement le 11 octobre 2004. Laurent Harrouart (batterie), continuant de connaître des problèmes personnels, quitte le groupe et Yyrkoon s'adjoint alors les services d'un batteur de session (pour les concerts) en attendant d'en intégrer un nouveau. Les retours donnés à Occult Medicine sont satisfaisants, que ce soit en France comme à l'international,,,. Malheureusement, en dehors d'une petite tournée européenne en compagnie de Impaled Nazarene et Phazm, le groupe ne peut pas tourner énormément pour défendre cet album sur scène. 
Le groupe retourne le 15 novembre 2005 au Danemark aux studios Jacob Hansen pour l'enregistrement de l'album Unhealthy Opera. Le titre de l'album est annoncé deux mois avant leur entrée en studio, en septembre 2005. Il est publié en février 2006, et le retour de Laurent Harrouart à la batterie pour que le groupe puisse envisager de retourner défendre ses albums sur scène. Il le fait entre autres aux côtés de Nile, Detonation, Psycroptic, ou encore Kampfar. En février 2006, le groupe annonce une tournée européenne entre le 20 avril et le 21 mai la même année. Au début de 2007, l'activité du groupe est provisoirement suspendue pour cause de manque de motivation.

## Membres

### Derniers membres
- Stéphane Souteyrand - guitare, chant (1995-2007)
- Geoffrey Gautier - claviers (1997-2004), guitare (2004-2007)
- Laurent Harrouart - batterie (1995-2003, 2004-2007)
- Victorien Vilchez - basse (2000-2007)

### Anciens membres
- Fabien « Fack » Desgardins - guitare
- Nicolas « Nicklaus » Minier - guitare
- Paul Banas - guitare, chant (1995-1997)
- Sébastien Caron - basse (1995-1997)
- Jérôme Barouin - guitare (1997-1999)
- Kristofer Lorent - basse (1997-2000)
- François Falempin - guitare (2000-2003)

## Discographie
- 1995 : Oath, Obscure, Occult... (démo)
- 1998 : Oniric Transition
- 2000 : Forgotten Past (CD deux titres)
- 2002 : Dying Sun
- 2004 : Occult Medicine
- 2006 : Unhealthy Opera